# Hervormde kerk (Erp)
De hervormde kerk was een protestants kerkgebouw in de tot de Noord-Brabantse gemeente Meierijstad behorende plaats Erp. De kerk was gelegen aan de huidige Julianasingel 49.
Het betrof een bescheiden kerkgebouw met neogotische stijlelementen (spitsboogvensters) en een klokkenruitertje boven de voorgevel. Het kerkje beschikte nauwelijks over kerkmeubilair. Slechts een preekstoel was er aanwezig. In 1855 werd het kerkje in gebruik genomen. In 1926 werd het kerkje afgestoten, daar het aantal protestanten in Erp te gering was geworden om het te onderhouden. In 1930 werd het gesloopt.
Bij de kerk behoorde een begraafplaats waar onder meer ene J.A.C. van Oldenbarnevelt begraven lag, een verre nazaat van Johan van Oldenbarnevelt. Toen het kerkje werd gesloten zijn een zestal grafzerken verplaatst naar de begraafplaats van de Sint-Servatiusparochie, waaronder de zerk van Van Oldenbarnevelt.